# Lopholejeunea streimannii
Lopholejeunea streimannii là một loài Rêu trong họ Lejeuneaceae. Loài này được B. Thiers & Gradst. mô tả khoa học đầu tiên năm 1989.